# Allium marmoratum
Allium marmoratum — вид трав'янистих рослин родини амарилісові (Amaryllidaceae), ендемік Узбекистану.

## Опис
Стебло 30–50 см висотою, 1.0–1.5 мм в діаметрі у верхній частині, округле. Цибулиноподібна основа стебла (помилкова цибулина) діаметром 2.0–2.5 см, довжиною 7–10 см, майже циліндрична; зовнішні оболонки коричневі. Листків 3–4, порожнисті, шириною до 3 мм (зазвичай менше); листові пластинки з чітко вираженим мармуровим малюнком, що є поєднанням червоних та білих плям. Зонтик нещільний, кулястий у період цвітіння, діаметром 28–30(34) мм в період цвітіння. Кількість квітів ≈ 100(200). Оцвітина мабуть, яйцеподібна (або чашоподібна?); листочки трояндового кольору в бутонах, зеленіють в період цвітіння (майже білі, коли висохли) із зеленою жилкою, тьмяно трояндові після цвітіння, нерівні, внутрішні ≈ 3.5 мм завдовжки, 1.6–2.0 мм шириною, зовнішні ≈ 3.0(3.2) мм завдовжки, 1.4–1.6 мм шириною. Пиляки 0.9–1.2 мм довжиною, жовті.

## Поширення
Ендемік Узбекистану.